# Puya
Puya Molina é um género botânico de plantas terrestres  pertencente à família Bromeliaceae, subfamília Pitcairnioideae. Apresenta aproximadamente 200 espécies.
São nativos do Andes, montanhas da América do Sul, e do sul da América Central. Muitas das espécie são monocárpicas, ou seja, morrem após a floração e produção de sementes.
A planta Puya raimondii é notável por ser a espécie de  Bromeliaceae de maior altura conhecida, podendo alcançar até 3 m de altura em crescimento vegetativo e a sua espiga floral de 9 a 10 m. Outras espécies também são altas, com a vara floral podendo alcançar na maioria das vezes entre  1 a 4 m de altura.
O nome "Puya" é originária do idioma Mapuche (Chile) que significa "cabo",
Algumas espécies de Puya no Chile, conhecidas localmente com o nome de "chagual",  são usadas  para fazer saladas a partir da base de suas folhas novas. Uma espécie muito comum é a Puya chilensis.

## Principais espécies

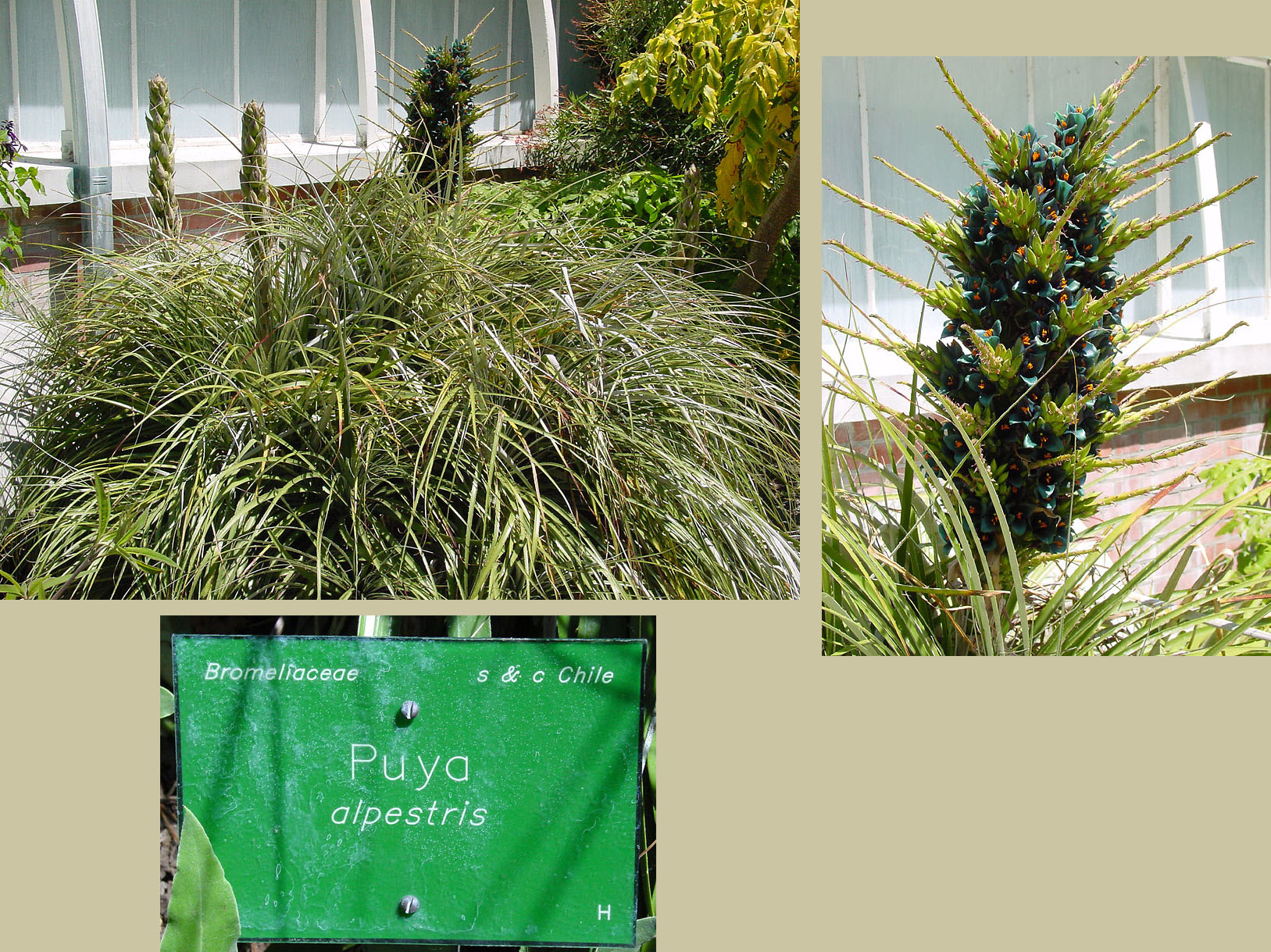
Puya alpestris.

- Puya alpestris Poeppig) Gay
- Puya berteroniana Mez
- Puya chilensis Molina
- Puya coerulea Lindl.
- Puya hamata L.B.Smith
- Puya hortensis L.B.Smith
- Puya laxa L.B.Smith
- Puya medica L.B.Smith
- Puya mirabilis (Mez) L.B.Smith
- Puya raimondii Harms
- Puya spathacea (Grisebach) Mez
- Puya venusta R.Philippi
- «PPP-Index Lista completa»